# Skamby Boldklub
Skamby Boldklub er en dansk fodboldklub, der hører hjemme i Skamby på Fyn. Klubben spiller sine hjemmekampe på Skamby Stadion.

## Historie
Klubben blev oprindeligt grundlagt i 1865 som Skamby Skytte- Gymnastik- og Idrætsforening, men det var først i 1918 at fodbold kom på programmet i foreningen. Selvom man blev tilmeldt FBU, opløstes fodboldafdelingen igen i 1925. Først den 21. april 1938 blev den nuværende fodboldklub etableret. i 1967-68 blev første etape af det nuværende klubhus bygget. Klubben formåede i 1977 at rykke op i 3. division. Her blev det dog kun til én sæson, da man sluttede næstsidst, kun i kraft af at have scoret flere mål end Rønne IK.